# Pelvicachromis pulcher
Pelvicachromis pulcher là một loài cá nước ngọt trong họ Cá hoàng đế, đặt hữu của Nigeria và Cameroon. Loài này phổ biến giữa những người yêu thích hồ cá, và thường được bán dưới tên kribensis, mặc dù loài này có tên gọi thông thường khác, bao gồm một vài tr6n khác phát sinh từ kribensis: krib, krib thường, krib đỏ, krib siêu đỏ và krib cầu vồng, cùng với cá hoàng đế cầu vồng và cá hoàng đế tím.

## Bề ngoài, kích thước và màu sắc
Trong tự nhiên, P. pulcher trống phát triển đến chiều dài tối đa khoảng 12,5 xentimét (4,9 in) và cân nặng tối đa 9,5 gam (0,34 oz). Con mái nhỏ hơn, phát triển tối đa đến chiều dài 8,1 cm (3,2 in) và khối lượng 9,4 g (0,33 oz). Cả hai giới đều có một sọc dọc chạy từ vây đuôi tới miệng và bụng màu đỏ hay hồng, độ đạm nhạt thay đổi vào mùa ghép đôi và sinh sản. Vây lưng và vây đôi có các đốm đen viền đỏ. Các con trống có nhiều đa hình màu sắc trong một vài quần thể tại một khu vực. Con non đơn ánh cho tới khi khoảng sáu tháng tuổi.

## Liên kế ngoài
- Freshaquarium.about.com Lưu trữ ngày 19 tháng 12 năm 2016 tại Wayback Machine
- Chichlidae.com
- Fishbase